# Uirapuru-selado
Uirapuru-selado (nome científico: Thamnomanes saturninus) é uma espécie de ave pertencente à família dos tamnofilídeos. Pode ser encontrada na Bolívia, Brasil e Peru.
Seu nome popular em língua inglesa é "Saturnine antshrike".